# Lewski (szczyt)
Lewski, Ambarica (bułg. Левски, Амбарица) – szczyt w centralnej Starej Płaninie, w jej trojańskiej części. Oznaczany jest na mapach jako Lewski (na część Wasyla Lewskiego), ale jest bardziej znany pod swoją drugą nazwą, używaną do dziś – Ambarica. Legenda głosi, że były tu spichlerze (stodoły, po bułgarsku chambari) królewicza Marka i stąd też nazwa Ambarica. Mierzy 2166 m n.p.m. i jest działem wodnym między południową i północną Bułgarią. Położony jest na zachód od szczytu Golam Kupen i jest granica między gminami Sopot i Trojan. Typowy podwójny szczyt. Łagodny, trawiasty grzbiet. Przez szczyt przechodzi znakowany szlak górski schronisko Dobriła – Botew. Z jego zachodniej strony spotykają się dwa małe strumyki, które łączą się i są zwane Czatał czuczur – w rzeczywistości jest to początek Czernego Osymu.
Na szczyt łatwo wejść z dwóch schronisk – Dobriły (1 godzina) i Ambaricy (2 godziny)
W grudniu 1994, z powodu nieprzygotowania do ciężkich zimowych warunków meteorologicznych i bezładu w grupie, w okolicach szczytu zginęło 12 turystów z Kyrdżalów. 